# Grabacz (Rybno)
Grabacz (deutsch Grabacz) ist ein kleiner Ort in der polnischen Woiwodschaft Ermland-Masuren und gehört zur Gmina Rybno (Landgemeinde Rybno, 1942 bis 1945 Rübenau) im Powiat Działdowski (Kreis Soldau).

## Geographische Lage
Grabacz liegt am Flüsschen Welle (polnisch Wel) im Südwesten der Woiwodschaft Ermland-Masuren, 23 Kilometer südöstlich der früheren Kreisstadt Neumark in Westpreußen (polnisch Nowe Miasto Lubawskie) bzw. 19 Kilometer nordwestlich der heutigen Kreismetropole Działdowo (deutsch Soldau i. Ostpr.).

## Geschichte
Der kleine westpreußische Gutsort Grabacz wurde 1874 als eigenständiger Gutsbezirk in den Amtsbezirk Kosten (polnisch Kostkowo) im Kreis Löbau (Westpreußen) mit Amtssitz in Neumark aufgenommen. Im Jahre 1910 zählte der Gutsbezirk Grabacz 76 Einwohner.
Grabacz lag in dem Gebiet, das entsprechend dem Versailler Vertrag von 1919 an Polen abzutreten war. Diese Abtretung erfolgte am 10. Januar 1920, Grabacz wurde mit den Nachbarorten in die neu gebildete polnische Landgemeinde Rybno eingegliedert, die jedoch 1939 zum Deutschen Reich kam und als „Amtsbezirk Rybno“ am 1. April 1940 dem Kreis Löbau zugeordnet wurde. Dieser jedoch wurde seinerseits in „Kreis Neumark“ umbenannt. Ab 1942 erhielt der Amtsbezirk Rybno offiziell die Bezeichnung „Amtsbezirk Rübenau, Kreis Neumark (Westpreußen)“.
Seit 1945 gehört Grabacz wieder zu Polen und ist heute ein Ort innerhalb der Gmina Rybno (Landgemeinde Rybno, 1942 bis 1945 Rübenau) im Powiat Działdowski (Kreis Soldau).

## Kirche
Grabacz war vor 1945 in die evangelische Kirche Löbau und in die römisch-katholische Kirche Rumian eingepfarrt. Seither gehört der Ort evangelischerseits zur Pfarrei der Erlöserkirche Działdowo (Soldau) mit der – Grabacz näher gelegenen – Filialkirche Lidzbark (Lautenburg) in der Diözese Masuren der Evangelisch-Augsburgischen Kirche in Polen, katholischerseits zur Kirche Koszelewy (Groß Koschlau) im Bistum Toruń (Thorn).

## Verkehr
Grabacz liegt an einer Nebenstraße, die von der Woiwodschaftsstraße 538 bei Tuczki (Tautschken) abzweigt und nach hier führt. Tuczki ist auch die nächste Bahnstation und liegt an der Bahnstrecke Danzig–Warschau.